# Mục tiêu giáo dục
Mục tiêu giáo dục là một hệ thống các chuẩn mực của một mẫu hình nhân cách cần hình thành ở một đối tượng người được giáo dục nhất định. Đó là một hệ thống cụ thể các yêu cầu xã hội trong mỗi thời đại, trong từng giai đoạn xác định đối với nhân cách một loại đối tượng giáo dục.
Do đó, mục tiêu giáo dục phụ thuộc vào mỗi thời kỳ nhất định của quá trình phát triển xã hội và mỗi giai đoạn của quá trình giáo dục con người.
Trải qua các giai đoạn phát triển xã hội, cách tiếp cận xác lập mục tiêu giáo dục đang có nhiều thay đổi.
Trong một thời gian dài cho đến những năm 1940, dạy học lấy việc trang bị kiến thức làm nhiệm vụ cơ bản. Có thể nói dung lượng và mức độ đồng hóa kiến thức là mục tiêu của việc dạy học thời kỳ này.
Việc dạy học hướng tới mục tiêu thực sự bắt đầu vào những năm 1950 ở Hoa Kỳ sau những kết quả nghiên cứu thuyết phục của nhóm Bloom và sau đó nhanh chóng được áp dụng ở nhiều nước trên thế giới trong đó có Việt Nam.

## Các cách tiếp cận mục tiêu giáo dục trên thế giới
Hiện nay có 3 cách tiếp cận mục tiêu giáo dục được áp dụng trên thế giới
- Tiếp cận truyền thống: đây là loại mục tiêu giáo dục mà các nước thuộc khối Liên Xô cũ trước đây hướng đến. Theo đánh giá của các chuyên gia giáo dục, mục tiêu tiếp cận theo hướng này đã bị xem là lỗi thời, lạc hậu làm thui chột tiềm năng phong phú của người học. Tuy nhiên đây vẫn là mục tiêu được hướng đến trong nền giáo dục Việt Nam hiện nay.
- Tiếp cận nhân văn: đây là loại mục tiêu quan tâm đến từng cá nhân người học. Kiểu tiếp cận mục tiêu loại này khá phổ biến ở Hoa Kỳ và các nước phương Tây trong thập niên 1970-1980. Loại mục tiêu này nằm ở chỗ tạo điều kiện cho người học quá tự do và "buông thả".
- Tiếp cận truyền thống-nhân văn: đây là loại mục tiêu giáo dục hiện đại kết hợp giữa truyền thống và nhân văn. Loại mục tiêu này đang được các nền giáo dục tiên tiến trên thế giới hướng tới. Hiện nay nó đang rất phổ biến ở các nước Âu - Mĩ.